# Szergej Jurjevics Polonszkij
Szergej Jurjevics Polonszkij (oroszul: Серге́й Ю́рьевич Поло́нский, Szentpétervár, 1972. december 1. –) orosz üzletember. 2018-ban indul az oroszországi elnökválasztáson.

## Életrajz
2011-ben Alekszandr Lebegyev egy gazdasági vitaműsorban két alkalommal megütötte a vitapartnerét, Szergej Polonszkij üzletembert.